# ميخائيل كوك
ميخائيل كوك (19 فبراير 1939 في المملكة المتحدة - ) (بالإنجليزية: Michael Cook)‏ هو لاعب كريكت بريطاني. لعب مع نادي وارويكشاير للكريكيت ‏.

## وصلات خارجية
- ميخائيل كوك على موقع إي آس بي آن كريك إنفو (الإنجليزية)